# سوپرجام اروپا ۲۰۲۲
سوپر جام اروپا ۲۰۲۲ چهل و هفتمین دوره از رقابت‌های سوپر جام اروپا است. یک مسابقه فوتبال که هرسال توسط یوفا بین قهرمان لیگ قهرمانان اروپا و لیگ اروپا برگزار می‌شود. این مسابقه در ۱۰ اگوست ۲۰۲۲ بین رئال مادرید قهرمان لیگ قهرمانان اروپا ۲۲–۲۰۲۱ و آینتراخت فرانکفورت قهرمان لیگ اروپا ۲۲–۲۰۲۱ در ورزشگاه هلسینکی برگزار شد. این دیدار در نهایت با پیروزی دو بر صفر باشگاه فوتبال رئال مادرید به پایان رسید.